# Eucheilota bakeri
Eucheilota bakeri är en nässeldjursart som först beskrevs av Torrey 1909.  Eucheilota bakeri ingår i släktet Eucheilota och familjen Lovenellidae. Inga underarter finns listade i Catalogue of Life.